# Петька (серия игр)
Петька и Василий Иванович (также известна как Петька и ВИЧ, Петька, ПиВИЧ) — серия компьютерных игр в жанре графический квест о Василии Ивановиче Чапаеве и его ординарце Петре Семёновиче Исаеве (Петьке). Первые две игры серии («Петька и Василий Иванович спасают галактику» и «Петька и Василий Иванович 2: Судный день») разработаны компанией S.K.I.F., остальные — компанией «Сатурн-плюс». Последняя в данный момент игра — «Петька 9: Пролетарский гламурЪ» (2009 г.). Все игры серии изданы компанией «Бука».
11 сентября 2014 года первая игра серии была портирована на Android устройства. Вторая часть была портирована на iOS 28 мая 2015 года, и на Android 20 августа.. 26 августа Komar Games также выпустила англоязычную локализацию «Петьки 2» для Android. В 2016 году вышли «перезагрузки» первых двух частей, а 7 ноября 2017 года вышла «перезагрузка» третьей части, дополняющие их дорисованной графикой, переозвучиванием множества реплик, а также возможностью запуска в среде современных Windows.

## Игры
| Название                                                  | Дата выпуска     | Разработчик | Издатель |
| --------------------------------------------------------- | ---------------- | ----------- | -------- |
| Петька и Василий Иванович спасают галактику               | ноябрь 1998      | S.K.I.F.    | Бука     |
| Петька и Василий Иванович 2: Судный день                  | 30 сентября 1999 | S.K.I.F.    | Бука     |
| Петька 3: Возвращение Аляски                              | 22 ноября 2001   | Сатурн-плюс | Бука     |
| Петька 4: День независимости                              | 9 октября 2003   | Сатурн-плюс | Бука     |
| Петька 5: Конец игры                                      | 7 октября 2004   | Сатурн-плюс | Бука     |
| Петька 6: Новая реальность                                | 13 октября 2005  | Сатурн-плюс | Бука     |
| Петька 007: Золото Партии                                 | 28 сентября 2006 | Сатурн-плюс | Бука     |
| Петька VIII: Покорение Рима                               | 22 ноября 2007   | Сатурн-плюс | Бука     |
| Петька 9: Пролетарский гламурЪ                            | 29 января 2009   | Сатурн-плюс | Бука     |
| Петька и Василий Иванович спасают галактику: Перезагрузка | 18 февраля 2016  | Бука        | Бука     |
| Петька и Василий Иванович 2: Судный день: Перезагрузка    | 14 октября 2016  | Бука        | Бука     |
| Петька 3: Возвращение Аляски: Перезагрузка                | 7 ноября 2017    | Бука        | Бука     |

## Особенности серии
- Каждая игра серии односюжетна, имея лишь одно начало, один исход и один-единственный оборот предметов. Во 2-й, 8-й и 9-й частях, тем не менее, есть «проигрышные» концовки, после которых всю игру или же определённый её участок приходится переигрывать. Также, в 6-й, 7-й, 8-й и 9-й частях существуют «мини-игры» — экшн-вставки, часто пародирующие определённый жанр, в которых героев необходимо провести через препятствия (например, в 7-й части встречается пародия на игру «Pac-Man», а в 9-й — где мини-игр целых три — пародия на «Mario»).
- За исключением первых двух игр, игроку не приходится выбирать действия героев («посмотреть», «поговорить», «взять» и т. д.), так как они уже предсказываются разными формами курсора. Тем не менее, начиная с «Петьки VIII», присутствует текстовый вариант действий по клику на предметах и персонажах.
- 8-я игра серии — единственная, в которой не предусмотрено переключение между героями. Игрок играет отдельно за каждого из героев.
- В играх изобилуют пародии на известных людей, кинофильмы и театрально-эстрадный материал.
- Многие персонажи из различных игр серии имеют тенденцию возвращаться в последующих играх в различных образах. Как клише, персонажи не помнят, кем они были в предыдущих играх. Например, в каждой игре обязательно присутствуют Фурманов и пасечник Кузьмич, причём необязательно в своём привычном облике. Павлик Морозов также присутствует в 1-й, 2-й, 4-й, 5-й и 8-й играх.
- Выпущено шесть трейлеров к играм «Петька и Василий Иванович 2: Судный день», «Петька 3: Возвращение Аляски», «Петька 007: Золото Партии», «Петька VIII: Покорение Рима» (два трейлера), «Петька 9: Пролетарский гламурЪ». Кроме того, были опубликованы демоверсии первой и восьмой игр серии.
- По сюжету игр Василий Иванович значительно старше Петьки; на самом же деле разница между возрастами комдива Чапаева и его ординарца Петра Исаева составляла не более 7 лет.
- Всех потомков Анки, встречающихся когда-либо в играх, тоже зовут Анкой. Кроме того, она — единственный персонаж, который в серии озвучили четыре разные актрисы: Екатерина Тенета (1-4 части), Екатерина Африкантова (5 и 6 части), Ольга Зубкова (7 и 8 части), Инга Маневич (9 часть).